# Йосифов, Веселин
Веселин Иосифов Колев (болг. Веселин Иосифов Колев; 21 июня 1920, Чирпан, Третье Болгарское царство — 3 сентября 1990, София, НРБ) — болгарский писатель
, журналист, публицист, литературный критик, редактор, политический и общественный деятель. Заслуженный деятель культуры Болгарии (1972), Народный деятель культуры Болгарии. Герой Социалистического Труда НРБ. Лауреат Димитровской премии.

## Биография
Закончил гимназию в Стара-Загора. До 1945 году изучал право в Софийском университете. Был активистом Болгарского общенародного студенческого союза.
Во время Второй мировой войны редактировал военные газеты «Тунджанский боец» и «Шейновец». В 1946-1949 годах — член редакции газеты «Работническо дело». В 1946 году стал членом Болгарской компартии. Трижды исключался из партии.
В 1952—1966 годах — заместитель главного редактора издания «Литературен фронт», в 1966—1971 годах сотрудник журнала «Наша родина». Работал в редколлегии «Стършел». В 1970 г. основал и был главным редактором газеты «Антенна» МВД Болгарии.
Член правления Союза болгарских писателей (1964-1966).
Много лет возглавлял Союз журналистов Болгарии (СЖБ).  Один из учредителей Международного фонда «Св. Святые Кирилл и Мефодий» .
В 1976 годy был избpан председателем Союза болгар.
С 1976 по 1990 год — член ЦК Болгарской компартии. Депутат Народного собрания Болгарии (1981—1990).
Входил в число советников Тодора Живкова.
В 1986 году был снят с должности председателя Союза болгар. 
В январе 1990 г. был исключён из Болгарской компартии, Союза болгар и СЖБ.
Умер в военном госпитале в Софии после третьего сердечного приступа. 

## Творчество
Ещё подростком печатался в Стара-загорском «Кругозоре». Автор публицистических и острых сатирических статей, ряда литературных портретов (Э. Станева, Чудомира, Г. Караславова, Х. Радевского и др.).  Острый публицист и литературный критик, Иосифов написал ряд полемических статей, фельетонов и брошюр против идеологических врагов социализма, критиковал американский империализм и сионизм.

## Избранные публикации
- «Статии за български писатели» (1958),
- «Съвременници» (1963),
- «Прицели» (1975),
- «Размисли и страсти: Избрани работи» (1980),
- «От сряда до сряда» (1982),
- «Приписки» (1990).

## Награды
- Герой Социалистического Труда НРБ.
- Орден «Георгий Димитров»
- Лауреат Димитровской премии.
- Лауреат премии имени Воровского
- Лауреат Премии Меринга, ГДР
- Заслуженный деятель культуры Болгарии (1972)
- Народный деятель культуры Болгарии